# Телетацерасы
Телетацерасы (лат. Teletaceras, от др.-греч. τελετή «обряд посвящения» +ἀ- «без» +κέρας «рог»; означает отсутствие рога и близость к предковой форме семейства) — род вымерших мелких и примитивных безрогих носорогов, обитавших в Северной Америке и Азии в среднем и позднем эоцене.

## Внешний вид и строение
Телетацерасы имели массу тела от 45 до 90 кг. В строении их зубов сочетаются типичные для носорогов признаки и ряд архаичных черт. Верхние и нижние резцы развиты; первые две пары из них имеют долотовидную форму, но они гораздо меньше, чем у более поздних носорогов; есть заклыкавая диастема; первый премоляр с одним корнем.
Зубная формула: {\displaystyle I{3 \over 3}C{1 \over 1}P{4 \over 4(3)}M{3 \over 3}}.

## Места и древность находок
В настоящее время известно, что телетацерасы жили в среднем — позднем эоцене Северной Америки (Техас, Орегон, Калифорния) и в позднем эоцене Азии (Приморский край и Мьянма). Североамериканские ископаемые древнее, поэтому предполагают, что род появился именно там.

## Образ жизни
Видимо, эти звери были подвижнее нынешних носорогов. Они могли жить стадами, хотя прямых тому доказательств нет.

## Виды
- Teletaceras radinskyi Hanson, 1989[1] («телетацерас Радински», в честь Л. Радински [1937—1985], палеонтолога из Чикагского университета) — типовой вид, известен также как «носорог Кларно». Найден в штате Орегон, США. Жил в среднем эоцене и был крупнейшим в роде — масса около 90 кг.
- Teletaceras mortivallis Stock, 1949 («телетацерас из Долины Смерти», синоним: Eotrigonias mortivallis) — впервые найден в позднем эоцене Калифорнии (США). Самые мелкие телетацерасы, их вес около 45 кг.
- Teletaceras borissiaki Beliaeva, 1959 («телетацерас Борисяка», синонимы: Eotrigonias borissiaki, Pappaceras borissiaki) — известен из позднего эоцена Приморского края.

Находки из Мьянмы описаны только до рода (Teletaceras sp.) и датируются поздним эоценом.